# شوییچی یوکویی
شوییچی یوکویی (به ژاپنی: 横井 庄一) (زاده ۳۱ مارس ۱۹۱۵ - درگذشته ۲۲ سپتامبر ۱۹۹۷) سرجوخه ارتش پادشاهی ژاپن (IJA) در دوران جنگ جهانی دوم بود. او یکی از آخرین سربازان ژاپنی بود که از پایان جنگ خبر نداشتند و همچنان در پست خود باقی‌مانده بودند؛ چند شکارچی محلی او را در ژانویه ۱۹۷۲ (پس از ۲۸ سال از گذشت کنترل آمریکا بر جزایر گوآم) در سن ۵۶ سالگی در جنگل‌های گوام پیدا کردند.

## اوایل زندگی
یوکویی در شهر سائوری از استان آیچی زاده شد. شغل او خیاطی بود تا اینکه در ۱۹۴۱ به خدمت نظامی فراخوانده شد.

## دوران جنگ و پس از آن

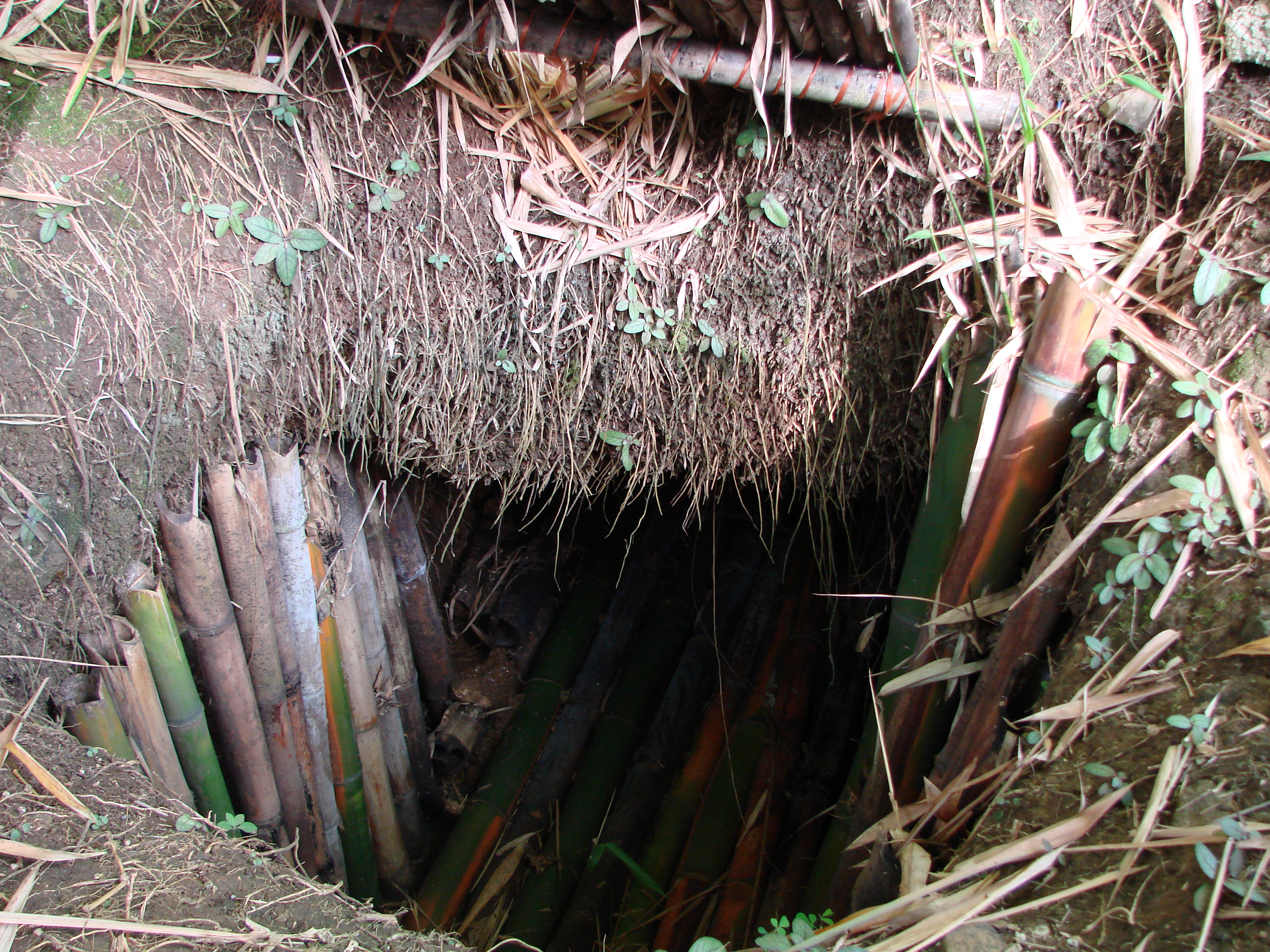
بازدیدکنندگان از گوام می‌توانند از غاری که از روی غار زیرزمینی یوکویی ساخته شده بازدید کنند. غار زیرزمینی اصلی او در یک طوفان نابود شد.

ابتدا او در واحد پیاده‌نظام ۲۹ در منچوکو خدمت می‌کرد. در سال ۱۹۴۳ او به بخش ۳۸ام در جزایر ماریانا فرستاده‌شد. او در فوریه ۱۹۴۳ به گوام رسید. در نبرد گوام در سال ۱۹۴۴ که آمریکا این جزیره را گرفت، ۲۲،۰۰۰ سرباز ژاپنی از جمله یوکویی حضور داشتند که ۱۹،۰۰۰ از آنان کشته شدند. حدود ۲۰۰۰ نفر از آنان در جنگل‌ها پراکنده شدند که بیشترشان پس از تسلیم ژاپن از مبارزه دست کشیدند؛ اما برخی از آنان همچون یوکویی تسلیم ژاپن را باور نکرده و به مبارزه ادامه دادند. در این نبرد، یوکویی و نه سرباز دیگر در جنگل‌های جزیره پنهان شدند. هفت تن از آنان پس از مدتی رفتند و سه تن دیگر ماندند. این سه در آن منطقه پخش شدند اما همدیگر را تا سال ۱۹۶۴ ملاقات می‌کردند تا اینکه در آن سال دو تن دیگر در سیل جان باختند. یوکویی هشت سال آخر را به تنهایی زندگی کرد.
او ۲۸ سال در یک غار زیرزمینی در جنگل بود و از بیرون آمدن می‌ترسید. او حتی برگه‌های پایان جنگ جهانی دوم را که از هواپیما بر جنگل ریخته بودند دیده بود اما آن را تبلیغات دروغین دشمن پنداشته بود.
او شب‌ها از مخفیگاه خود بیرون رفته و به شکار می‌پرداخت؛ از دانه‌ها، میوه‌ها، ماهی و حتی از قورباغه برای تأمین پروتئین مورد نیازش استفاده می‌کرد. از گیاهان محلی لباس، محل خواب و ابزار ذخیره غذا ساخته بود که در غارش پنهان بودند.

## تسلیم شدن و بازگشت به ژاپن
در شامگاه ۲۴ ژانویه سال ۱۹۷۲، دو مرد محلی با نام‌های جیزز دوناس و مایک د گراسیا هنگامی که تله‌های میگوی خود را در رودخانه کوچک تولافوفو، گوآم بررسی می‌کردند یوکویی را دیدند. آن‌ها فکر کردند که یوکویی یکی از اهالی روستاهای آنجاست ولی یوکویی با احتمال در خطر بودن به آن‌ها حمله کرد. آن‌ها او را گرفتند و با جراحات با خود از جنگل بیرون بردند.
در بازگشت به ژاپن او را همچون یک قهرمان ملی پذیرا شدند اما او گفت: "من با خجالت بسیار برگشتم. من شرمنده‌ام که زنده به وطن برگشتم." این سخن او بسیار در ژاپن معروف شد.
اگرچه او هیچگاه امپراتور هیروهیتو را از نزدیک ندید اما هنگام بازدید از کاخ امپراتوری پس از تعظیم گفت: "اعلیحضرتا، من به خانه بازگشتم...از اینکه نتوانستم به خوبی به شما خدمت کنم تاسف می‌خورم. درست است که دنیا تغییر کرده اما عزم من برای خدمت به شما هیچگاه تغییر نخواهد کرد."
یوکویی یکی از آخرین نفرات سربازان ژاپنی بود که پس از پایان جنگ و در نواحی دوردست پیدا شدند. پس از او ستوان دوم هیرو اندو در سال ۱۹۷۴ و سرباز ترو ناکامورا در سال ۱۹۷۴ پیدا شدند.

## زندگی پس از بازگشت
یوکویی خیلی زود با دگرگونی‌های زیادی که در نبود او در ژاپن روی داده بود سازگار شد. نه ماه پس از بازگشت ازدواج کرد و در منطقه روستایی استان آیچی ساکن شد. او یکی از طرفداران صلح و زندگی ساده شد، یکی از دو کتابش را نوشت و در برنامه‌های تلویزیونی به بیان روش‌های زنده ماندن در جنگل و شرایط سخت می‌پرداخت. او حتی در سال ۱۹۷۴ برای انتخابات پارلمان ژاپن نامزد شد. او از بسیاری از جنبه‌های جدید زندگی در ژاپن ناراضی بود؛ ژاپنی که دوره رشد بالای اقتصادی را پشت سر می‌گذاشت. او از اینکه درخشندگی چشمگیر نظم و سادگی ژاپن پیشین در حال از بین رفت بود ناراحت بود. او به زندگی بدون اسراف و ساده اعتقاد داشت. از نمونه‌های گفته‌هایش در این باره می‌توان به این جمله‌اش اشاره کرد که: "زمین‌های گلف باید به مزرعه‌های لوبیا تبدیل شوند." شعار کمپین انتخاباتی او "کارشناس زندگی سخت" بود و می‌گفت: "بیش از اندازه نخورید. زیاد نپوشید. پوچ نباشید، فکر کنید." او در انتخابات موفق نشد اما به تلاش‌هایش در زمینه تبلیغ زندگی ساده ادامه داد. در ۱۹۷۷ در یک مستند با نام یوکوی و بیست و هشت سال زندگی اسرارآمیز در گوآم شرکت کرد. او در پایان پولی برابر ۳۰۰ دلار آمریکا گرفت و حقوق بازنشستگی دریافت می‌کرد.
یوکویی در سال‌های پایانی عمر خود از دید رسانه‌ها و مردم کمرنگ شده‌بود. به سفالگری و خوشنویسی می‌پرداخت و سبزیجات ارگانیک می‌کاشت. او حتی بیشتر از پیش از ژاپن جدید دلگیر شده‌بود. "من از سیستم آموزشی، سیاسی، مذهبی و در کل همه چیز امروز خشنود نیستم."
یوکویی در ۲۲ سپتامبر ۱۹۹۷ بر اثر سکته قلبی در سن ۸۲ سالگی درگذشت و در قبرستان ناگویا به خاک سپرده شد. بر آرامگاهش، سنگ قبری را گذاشتند که مادرش در سال ۱۹۵۵ پس از اعلام رسمی مرگ او کار گذاشته‌بود.